# Douglas County (Colorado)
Das Douglas County [ˈdʌgləs] ist ein County im zentralen Teil des US-Bundesstaates Colorado. Der Verwaltungssitz (County Seat) ist Castle Rock.

## Geographie
Der südwestliche Teil Countys wird von der Rampart Range, der östlichsten Bergkette der Rocky Mountains, durchzogen. Diese dicht bewaldete Berglandschaft wird vom South Platte von der Front Range getrennt und bildet gleichzeitig die Grenze zum Nachbarbezirk Jefferson. Wie auch die südlichen Teile der Front Range wurde die Rampart Range zum Pike-Nationalforst erklärt.
Er liegt südlich der Metropolregion Denver und wird von den Bezirken Arapahoe im Norden, Elbert im Osten, El Paso und Teller im Süden sowie Jefferson im Westen umschlossen.

## Geschichte
Douglas, nach dem US-Politiker Stephen Arnold Douglas benannt, besteht in seinen heutigen Bezirksgrenzen seit 1874, gehörte aber bereits 1861 mit den Verwaltungssitzen Franktown (1861–63) und California Ranch (1863–74) auf dem neu entstandenen Territorium Colorado zu den ursprünglichen 17 Verwaltungseinheiten. Während sich die Grenzen im Westen am Fluss South Platte zu Jefferson und die im Norden zu Arapahoe nie veränderten, büßte Douglas die gesamte östliche Region ein, die ursprünglich bis zur Staatsgrenze von Colorado reichte.

## Bevölkerung
Die Bevölkerung von Douglas wächst rapide. In den Jahren von 1990 bis 2005 stieg die Einwohnerzahl um mehr als das Vierfache von rund 60.000 auf über 250.000 Einwohner. Auch wenn die vier Städte Parker, Castle Rock, Lone Tree und Larkspur ebenfalls hohe Zuwächse verzeichneten, resultiert diese Entwicklung hauptsächlich auf Grund des Neubaugebiets um die Highlands Ranch. Sie liegt an der nördlichsten Grenze von Douglas – südlich von Littleton und östlich des Chatfield Lakes. Das sich an die Großstadtregion Denver anschließende Wohngebiet hat keinen Stadtstatus, ist aber mit rund 83.000 Einwohnern der mit Abstand größte Ort von Douglas.

## Demografische Daten

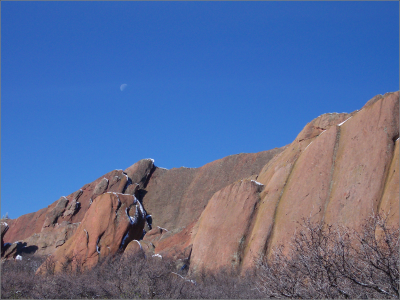
Roxborough State Park

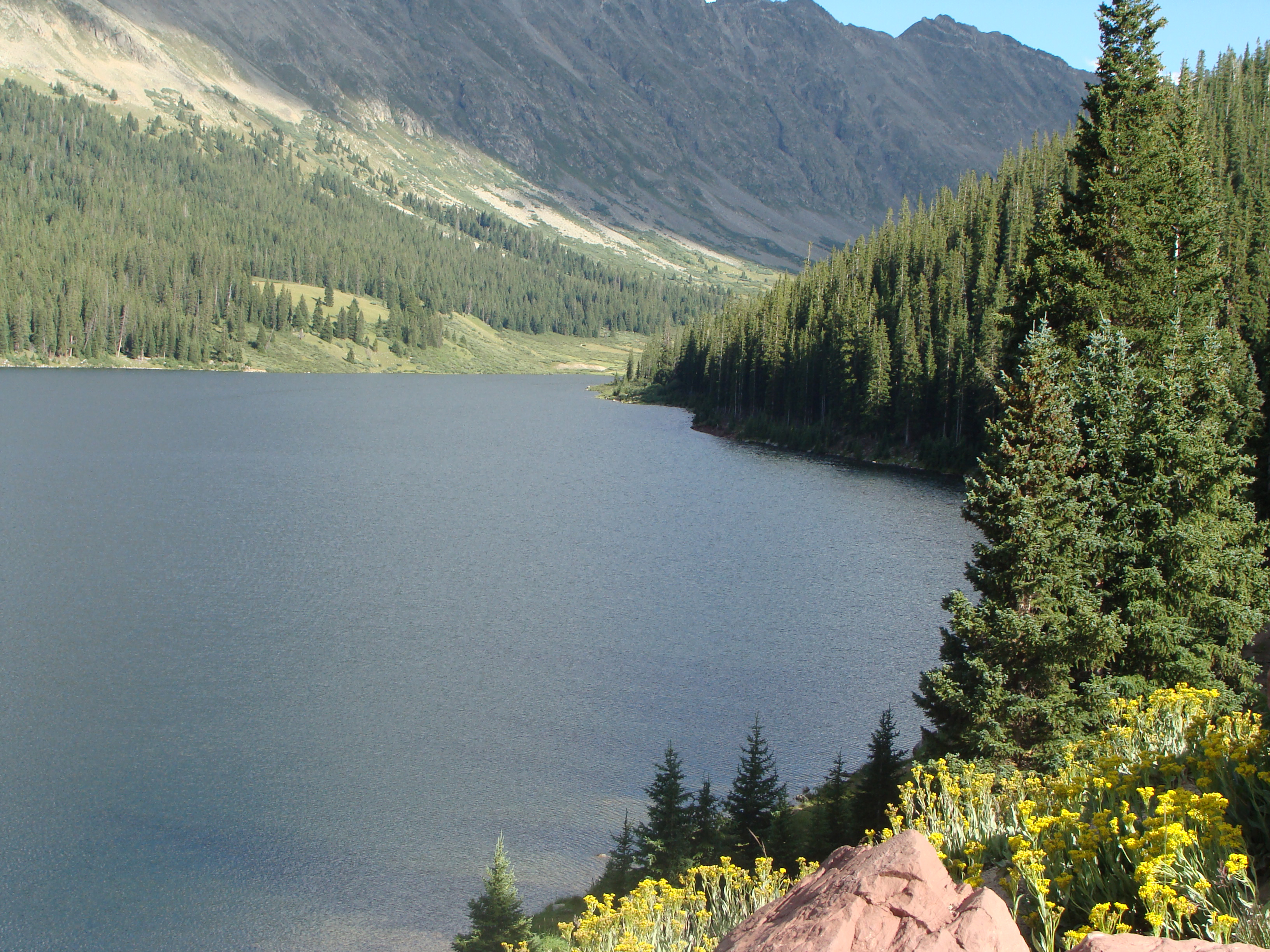
Der Lake Clinton

Nach der Volkszählung im Jahr 2000 lebten im County 175.766 Menschen. Es gab 60.924 Haushalte und 49.835 Familien. Die Bevölkerungsdichte betrug 81 Einwohner pro Quadratkilometer. Ethnisch betrachtet setzte sich die Bevölkerung zusammen aus 92,77 Prozent Weißen, 0,95 Prozent Afroamerikanern, 0,41 Prozent amerikanischen Ureinwohnern, 2,51 Prozent Asiaten, 0,06 Prozent Bewohnern aus dem pazifischen Inselraum und 1,43 Prozent aus anderen ethnischen Gruppen; 1,88 Prozent stammten von zwei oder mehr Ethnien ab. 5,06 Prozent der Bevölkerung waren spanischer oder lateinamerikanischer Abstammung.
Von den 60.924 Haushalten hatten 47,2 Prozent Kinder und Jugendliche unter 18 Jahre, die bei ihnen lebten. 73,8 Prozent waren verheiratete, zusammenlebende Paare, 5,7 Prozent waren allein erziehende Mütter. 18,2 Prozent waren keine Familien. 13,3 Prozent waren Singlehaushalte und in 1,9 Prozent lebten Menschen im Alter von 65 Jahren oder darüber. Die Durchschnittshaushaltsgröße betrug 2,88 und die durchschnittliche Familiengröße lag bei 3,19 Personen.
Auf das gesamte County bezogen setzte sich die Bevölkerung zusammen aus 31,6 Prozent Einwohnern unter 18 Jahren, 4,8 Prozent zwischen 18 und 24 Jahren, 37,9 Prozent zwischen 25 und 44 Jahren, 21,6 Prozent zwischen 45 und 64 Jahren und 4,2 Prozent waren 65 Jahre alt oder darüber. Das Durchschnittsalter betrug 34 Jahre. Auf 100 weibliche Personen kamen 99,7 männliche Personen, auf 100 Frauen im Alter ab 18 Jahren kamen statistisch 97,4 Männer.
Das jährliche Durchschnittseinkommen eines Haushalts betrug 82.929 USD, das Durchschnittseinkommen der Familien betrug 88.482 USD. Männer hatten ein Durchschnittseinkommen von 60.729 USD, Frauen 38.965 USD. Das Prokopfeinkommen betrug 34.848 USD. 2,1 Prozent der Bevölkerung und 1,6 Prozent der Familien lebten unterhalb der Armutsgrenze. Darunter waren 1,9 Prozent der Bevölkerung unter 18 Jahren und 3,7 Prozent der Einwohner ab 65 Jahren.

## Kultur und Sehenswürdigkeiten

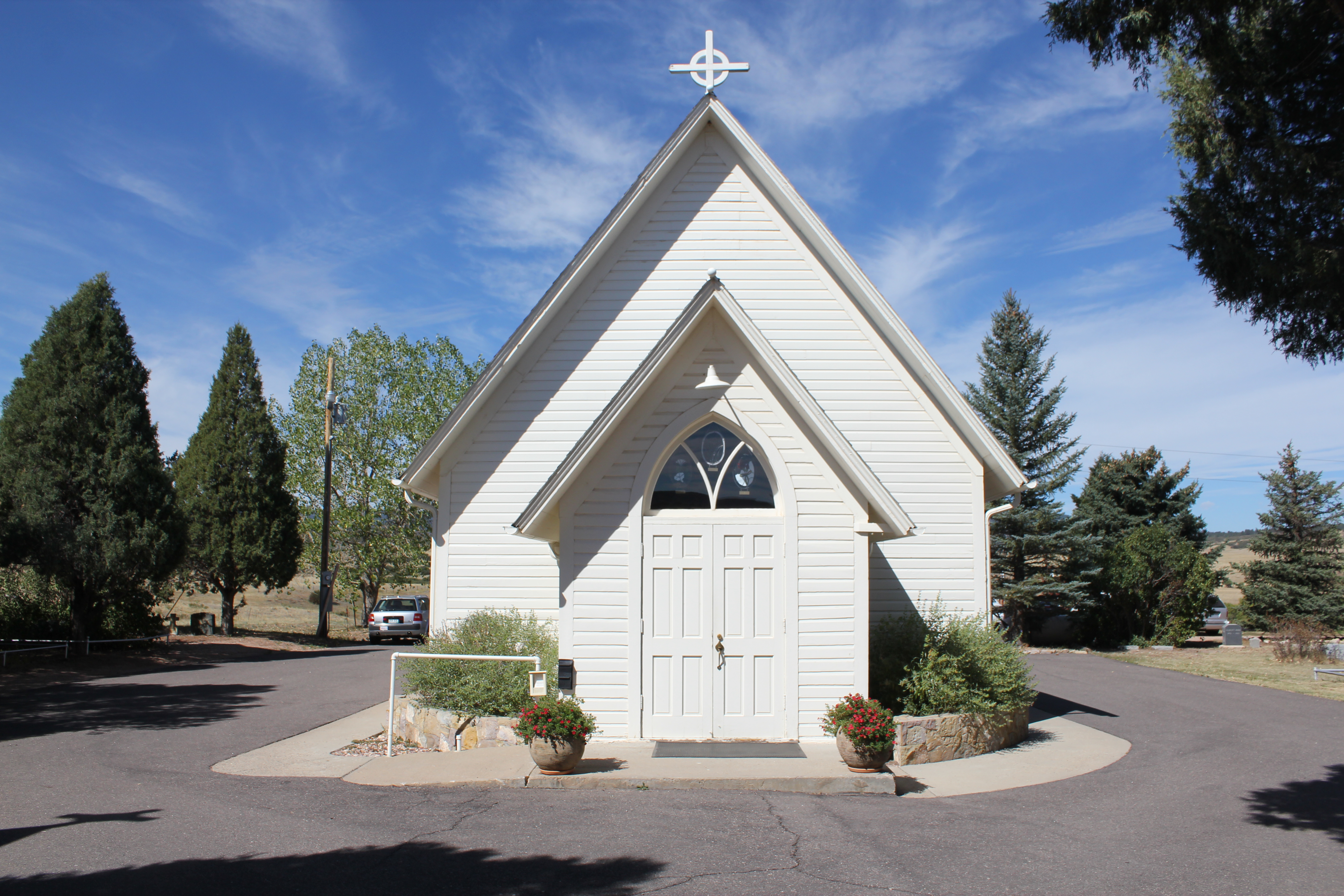
Church of St. Philip-in-the-Field and Bear Canon Cemetery (2012). Diese ab 1872 errichtete Kirche mit Friedhof wurde im April 1973 als erstes Objekt des County in das NRHP eingetragen.

29 Bauwerke, Stätten und historische Bezirke (Historic Districts) des Countys sind im National Register of Historic Places („Nationales Verzeichnis historischer Orte“; NRHP) eingetragen (Stand 31. August 2022), darunter vier Schulen, zwei Kirchen und eine archäologische Fundstätte im  Roxborough State Park.

## Orte im Douglas County
Ein Teil der 300.000-Einwohner-Stadt Aurora, die hauptsächlich zwischen den Nachbarbezirken Arapahoe und Adams geteilt ist, liegt im Bezirk Douglas. Der Teil der Bevölkerungszahl Auroras in Douglas ist aber geringfügig. Größter Ort von Douglas, wenn auch keine eigenständige Stadt, ist mit rund 83.000 Einwohnern Highlands Ranch. Größte Städte sind Parker (38.418 Einwohner) und Castle Rock (35.210 Einwohner).
- Acequia
- Acres Green
- Beverly Hills
- Blakeland
- Carriage Club
- Castle Pines
- Castle Pines North
- Castle Rock
- Cottonwood
- Deckers
- Franktown
- Gateway
- Grand View Estates
- Greenland
- Happy Canyon
- Heritage Hills
- Highlands Ranch
- Hilltop
- Inverness
- Kellytown
- Larkspur
- Littleton
- Lone Tree
- Louviers
- Meridian
- Monte Vista Estates
- Moonridge
- Nighthawk
- Orsa
- Park Meadows
- Parker
- Perry Park
- Pine Nook
- Ponderosa Park
- Roxborough Park
- Sedalia
- Shamballah-Ashrama
- Silver Heights
- South Platte
- Spruce
- Sprucewood
- Stonegate
- The Pinery
- Tomah
- Twin Cedars
- Vista Pointe
- Westcreek

## Flüsse
- South Platte (Grenzfluss)
- East Plum